# Die Rückkehr des Gefürchteten
Die Rückkehr des Gefürchteten (Originaltitel: Erik il vichingo) ist ein Abenteuerfilm aus italienisch-spanischer Produktion des Jahres 1965, den Mario Caiano inszenierte. Er wurde auch unter etlichen anderen Titeln veröffentlicht und war im deutschsprachigen Raum erstmals am 30. August 1968 zu sehen.

## Handlung
Nach dem Tod des Wikingerfürsten wird die Macht unter seinem schwächlichen, hinterhältigen Sohn Eyolf und dem mutigen Neffen Erik geteilt. Thorsten erhält die Entscheidungsbefugnis. Erik träumt von fernen Ufern; Eyolf davon, alleine zu herrschen und Erik auszuschalten. Als Erik lossegelt, sind Eyolfs Verbündete Sven und Olaf dabei, um Erik nicht zurückkommen zu lassen.
Die Gruppe der Wikinger unter Erik erreicht nach Mühen Amerika und tritt in Kontakt mit einem Indianerstamm; Erik selbst verliebt sich in Wa-Ta-Wa, deren indianischer Verlobter, Häuptling eines anderen Stammes, mit Sven Rachepläne schmiedet. Währenddessen manipuliert im Norden Europas Eyolf die Botschaften der Reisenden, sodass Eriks Tod vermutet wird und Eyolf Gutrid, die eigentlich Erik liebt, zugesprochen bekommt.
Nachdem Erik bei der Hochzeit mit Wa-Ta-Wa vom Stamm des enttäuschten Liebhabers gefangen genommen wird, können ihn seine Leute im Verein mit den befreundeten Indianern befreien; sie finden auch die goldgierigen Verräter Sven und Olaf. Erik tötet Sven im Zweikampf, nachdem dieser Wa-Ta-Wa tödlich verwundet hat, auch Olaf muss sterben. Desillusioniert kehren die Wikinger in ihre Heimat zurück, wo Erik nun nach Eyolfs offenbarer Ränke und Tod alleiniger Hoffnungsträger mit Gutrid an seiner Seite ist.

## Kritik
„Prügelszenen mit Schwertern und Beilen in schlecht imitiertem Normannendekor. Eine Variante des italienischen Muskel-und-Sandalen-Films.“, so das Lexikon des internationalen Films. J.J. Dupuich spottete: „Amerika war noch nicht entdeckt, aber ein paar Western haben die Autoren wohl schon gesehen. Die Dramaturgie ist spürbar, besonders in den Außenszenen.“ Noch grundsätzlicher wurde Francesco Mininni: „Wikinger auf italienisch – diese Variante ist kaum bekömmlich, zumal Caiano ja niemals einen richtig guten Film hinbekommen hat. Bestenfalls ein Relikt einer vergangenen Zeit, oder: Muster ohne Wert.“

## Bemerkungen
Die Außenaufnahmen entstanden in Spanien. Alfio Caltabiano spielt eine Doppelrolle als treuer Wikinger und (unter Pseudonym) den zornigen Häuptling Wingar.
Im Original heißt Sven „Bjarnik“ und Wikingerchef Thorsten „Harald“. Akropoulos wird als „Angheropoulos“ bezeichnet.
Eine Wiederaufführung im Kino erhielt den Titel Die größten Abenteuer der Wikinger, im Fernsehen der DDR hieß er Erik, der Wikinger. Auf DVD wurde er als Die Rache des Wikingers 3 veröffentlicht.

## Synchronisation
Die deutsche Synchronfassung wurde in den späten 70ern in München aufgenommen. Die originale Synchronisation von 1968 ist verschollen.
| Rolle                 | Darsteller      | Synchronsprecher    |
| --------------------- | --------------- | ------------------- |
| Akropoulos / Erzähler | Aldo Bufi Landi | Christian Marschall |
| Olaf                  | Eduardo Fajardo | Gernot Duda         |
| Erik                  | Giuliano Gemma  | Erik Schumann       |
| Sven                  | Gordon Mitchell | Alexander Allerson  |